# Darkness (canción)
«Darkness» —en español: «Oscuridad»— es una canción del rapero estadounidense Eminem. La canción fue lanzada el 17 de enero de 2020, como el sencillo principal del álbum de Eminem titulado Music to Be Murdered By (2020). Su video musical es el primer video lanzado del álbum. El álbum y el video musical «Darkness» fueron lanzados simultáneamente el 17 de enero de 2020, sin previo aviso.

## Antecedentes y lanzamiento
Eddie Fu, escritor de Genius, escribió que: «La canción canaliza la perspectiva de Stephen Paddock, que mató a 58 personas en el tiroteo de Las Vegas en 2017, para aclarar el tema del control de armas». Spencer Kornhaber señaló en The Atlantic : «La canción y el video no simplemente hacen referencia a la masacre. Eminem está intentando un doble sentido, en el que la mayoría de las letras podrían referirse al rapero, sentado en una habitación de hotel, nervioso antes de un concierto». La canción interpola la canción de 1965 «The Sound of Silence» de Simon & Garfunkel.

## Vídeo musical
El 17 de enero de 2020, se lanzó un video musical de la canción en el canal de YouTube de Eminem. El video sigue la misma trama que la letra. Durante los primeros dos versos, alterna entre mostrar a Eminem en una habitación oscura con una sudadera con capucha y una persona no identificada en una habitación de hotel con la misma sudadera, rodeado de alcohol y municiones. Al comienzo del tercer verso, la persona se quita el capó y se revela como el tirador de Las Vegas, antes de abrir fuego contra los asistentes al concierto desde la ventana del hotel.

## Posicionamiento en listas
| Listas (2020)                                 | Mejor posición |
| --------------------------------------------- | -------------- |
| Alemania (Media Control Charts)               | 47             |
| Australia (ARIA)                              | 32             |
| Austria (Ö3 Austria Top 40)                   | 31             |
| Bélgica (Ultratop) Flanders                   | 8              |
| Bélgica (Ultratop) Wallonia                   | 22             |
| Canadá (Canadian Hot 100)                     | 10             |
| Escocia (Official Charts Company)             | 34             |
| Eslovaquia (Singles Digitál Top 100)          | 19             |
| Estados Unidos (Billboard Hot 100)            | 28             |
| Estados Unidos (Hot R&B/Hip-Hop Songs)        | 15             |
| Estados Unidos (Rolling Stone Top 100)        | 8              |
| Francia (SNEP)                                | 91             |
| Hungría (Single Top 40)                       | 29             |
| Hungría (Stream Top 40)                       | 22             |
| Irlanda (IRMA)                                | 22             |
| Italia (FIMI)                                 | 57             |
| Lituania (AGATA)                              | 36             |
| Noruega (VG-lista)                            | 36             |
| Nueva Zelanda (RMNZ)                          | 35             |
| Países Bajos (Single Top 100)                 | 52             |
| Portugal (AFP)                                | 58             |
| Reino Unido Singles (Official Charts Company) | 17             |
| Reino Unido R&B (Official Charts Company)     | 9              |
| República Checa (Singles Digitál Top 100)     | 18             |
| Suecia (Sverigetopplistan)                    | 58             |
| Suiza (Schweizer Hitparade)                   | 13             |